# Villers-sur-Bonnières
Villers-sur-Bonnières és un municipi francès, situat al departament de l'Oise i a la regió dels Alts de França. L'any 2007 tenia 164 habitants.

## Demografia

### Població
El 2007 la població de fet de Villers-sur-Bonnières era de 164 persones. Hi havia 52 famílies de les quals 8 eren unipersonals (4 homes vivint sols i 4 dones vivint soles), 8 parelles sense fills, 32 parelles amb fills i 4 famílies monoparentals amb fills.
La població ha evolucionat segons el següent gràfic:
Habitants censats

### Habitatges
El 2007 hi havia 60 habitatges, 52 eren l'habitatge principal de la família, 1 era una segona residència i 7 estaven desocupats. 58 eren cases i 2 eren apartaments. Dels 52 habitatges principals, 47 estaven ocupats pels seus propietaris i 5 estaven llogats i ocupats pels llogaters; 1 tenia dues cambres, 1 en tenia tres, 6 en tenien quatre i 44 en tenien cinc o més. 44 habitatges disposaven pel capbaix d'una plaça de pàrquing. A 17 habitatges hi havia un automòbil i a 35 n'hi havia dos o més.

### Piràmide de població
La piràmide de població per edats i sexe el 2009 era:
| Homes | Edats   | Dones |
| ----- | ------- | ----- |
| 0     | 95 o +  | 0     |
| 0     | 90 a 94 | 0     |
| 0     | 85 a 89 | 4     |
| 0     | 80 a 84 | 0     |
| 0     | 75 a 79 | 4     |
| 0     | 70 a 74 | 0     |
| 4     | 65 a 69 | 0     |
| 0     | 60 a 64 | 4     |
| 8     | 55 a 59 | 4     |
| 0     | 50 a 54 | 4     |
| 4     | 45 a 49 | 0     |
| 4     | 40 a 44 | 8     |
| 8     | 35 a 39 | 8     |
| 8     | 30 a 34 | 12    |
| 4     | 25 a 29 | 0     |
| 4     | 20 a 24 | 0     |
| 4     | 15 a 19 | 8     |
| 20    | 10 a 14 | 0     |
| 16    | 5 a 9   | 0     |
| 4     | 0 a 4   | 0     |

## Economia
El 2007 la població en edat de treballar era de 114 persones, 92 eren actives i 22 eren inactives. De les 92 persones actives 86 estaven ocupades (39 homes i 47 dones) i 6 estaven aturades (4 homes i 2 dones). De les 22 persones inactives 3 estaven jubilades, 12 estaven estudiant i 7 estaven classificades com a «altres inactius».

### Ingressos
El 2009 a Villers-sur-Bonnières hi havia 54 unitats fiscals que integraven 169 persones, la mediana anual d'ingressos fiscals per persona era de 21.530 €.

### Activitats econòmiques
L'únic establiment que hi havia el 2007 era d'una empresa de construcció.
L'únic servei als particulars que hi havia el 2009 era un electricista.
L'any 2000 a Villers-sur-Bonnières hi havia 5 explotacions agrícoles.

## Poblacions més properes
El següent diagrama mostra les poblacions més properes.